# Douboviazivka
Douboviazivka (ukrainien : Дубов'язівка, russe : Дубовязовка) est une commune urbaine de l'oblast de Soumy, en Ukraine. Elle compte 2 334 habitants en 2021.